# Sisona albitibiana
Sisona albitibiana är en fjärilsart som beskrevs av Pieter Cornelius Tobias Snellen 1901. Sisona albitibiana ingår i släktet Sisona och familjen vecklare. Inga underarter finns listade i Catalogue of Life.